# (8767) Commontern
(8767) Commontern est un astéroïde de la ceinture principale.

## Description
(8767) Commontern est un astéroïde de la ceinture principale. Il fut découvert le 29 septembre 1973 à l'observatoire Palomar par Cornelis Johannes van Houten, Ingrid van Houten-Groeneveld et Tom Gehrels. Il présente une orbite caractérisée par un demi-grand axe de 3,12 UA, une excentricité de 0,15 et une inclinaison de 0,7° par rapport à l'écliptique.

## Compléments